# 日本の印章制度・文化を守る議員連盟
日本の印章制度・文化を守る議員連盟（にほんのいんしょうせいど、ぶんかをまもるぎいんれんめい）、通称自民党はんこ議連は、日本の自由民主党に所属する国会議員が結成した議員連盟である。

## 概要
印章業界の利権を代表し、印章制度の継続を訴えている議員で構成される議員連盟である。
議員連盟ではあるが、公式サイトがなく、活動状況は不明である。この議員連盟が表面化したのは竹本直一がIT政策担当大臣（特命担当大臣）に就任時、同議員連盟の会長であることが報じられてからである。この時竹本はデジタル化とはんこ文化が両立ができるという考えを示したが、2020年に拡大した2019新型コロナウイルスにおいて日本の「はんこ文化」がテレワークの弊害になっているのではとの指摘に対し、2020年4月14日の定例会見で竹本が「役所との関係ではそういう問題は起きない。しょせんは民・民の話」と発言したことで世間からバッシングを受けている。その後竹本は2020年6月26日の会見で、5月中に会長を辞任したことを報道陣に報告した。

## 活動
2020年6月19日付で岸田文雄政調会長に「国民にとって有益な」はんこ制度の継続を要求する要望書を提出している。要望書は「記名と押印」が持つ法的効力は「署名」と同等と主張し、「紙による文書決裁、認証を得るためわざわざ出勤しなければならない」ことが本質であると指摘している。また、新型コロナウイルス対策として広がったテレワークの推進を印章が阻んでいるとの声が出ていることについて「いわれないバッシング」と反論している。
なお、印章の最大産地である山梨県の自由民主党国会議員3名は全員がこの議連に参加している。

## 所属議員

### 役員
| 役職     | 議員名     | 議院   | 選挙区                |
| -------- | ---------- | ------ | --------------------- |
| 会長     | 城内実     | 衆議院 | 静岡7区               |
| 会長代行 | （空席）   |        |                       |
| 顧問     | 額賀福志郎 | 衆議院 | 茨城2区               |
| 副会長   | 松山政司   | 参議院 | 福岡選挙区            |
| 事務局長 | 中谷真一   | 衆議院 | 比例南関東（山梨1区） |

### 会員
現職
| 議員名     | 議院   | 選挙区              | 備考 |
| ---------- | ------ | ------------------- | ---- |
| 逢沢一郎   | 衆議院 | 岡山1区             |      |
| 上野賢一郎 | 衆議院 | 滋賀2区             |      |
| 鬼木誠     | 衆議院 | 比例九州（福岡2区） |      |
| 勝俣孝明   | 衆議院 | 比例東海（静岡6区） |      |
| 辻清人     | 衆議院 | 東京2区             |      |
| 船田元     | 衆議院 | 栃木1区             |      |
| 船橋利実   | 参議院 | 北海道選挙区        |      |
| 堀内詔子   | 衆議院 | 山梨2区             |      |

元職
| 議員名     | 議院   | 出馬選挙区              | 備考                           |
| ---------- | ------ | ----------------------- | ------------------------------ |
| 中泉松司   | 参議院 | 秋田選挙区              | 2019年参院選で落選。           |
| 宮川典子   | 衆議院 | 比例南関東（山梨1区）   | 2019年9月12日逝去              |
| 石崎徹     | 衆議院 | 比例北陸信越（新潟1区） | 2020年10月22日離党             |
| 小此木八郎 | 衆議院 | 神奈川3区               | 元顧問。2021年7月18日議員辞職  |
| 竹下亘     | 衆議院 | 島根2区                 | 2021年9月17日逝去              |
| 大西宏幸   | 衆議院 | 大阪1区                 | 2021年衆院選で落選。           |
| 金子万寿夫 | 衆議院 | 鹿児島2区               | 2021年衆院選で落選。           |
| 左藤章     | 衆議院 | 大阪2区                 | 元副会長。2021年衆院選で落選。 |
| 安藤裕     | 衆議院 | 京都6区                 | 2021年衆院選に不出馬。         |
| 竹本直一   | 衆議院 | 大阪15区                | 前会長。2021年衆院選に不出馬。 |
| 岸信夫     | 衆議院 | 山口2区                 | 2023年2月7日議員辞職           |
| 塩谷立     | 衆議院 | 比例東海（静岡8区）     | 2024年4月23日離党              |
| 武田良太   | 衆議院 | 福岡11区                | 2024年衆院選で落選。           |
| 田中英之   | 衆議院 | 比例近畿（京都4区）     | 2024年衆院選で落選。           |
| 藤原崇     | 衆議院 | 比例東北（岩手3区）     | 2024年衆院選で落選。           |
| 太田房江   | 参議院 | 大阪選挙区              | 2025年参院選に不出馬。         |
| 三宅伸吾   | 参議院 | 香川選挙区              | 2025年参院選で落選。           |
| 森屋宏     | 参議院 | 山梨選挙区              | 2025年参院選で落選。           |